# Sabine Franz
Sabine Franz (* 23. Oktober 1980) ist eine österreichische Badmintonspielerin. 

## Karriere
Sabine Franz gewann nach vier Juniorentiteln 2002 ihren ersten Titel bei den Erwachsenen in Österreich. Im Jahr zuvor durfte sie bereits bei den Weltmeisterschaften starten. Weitere nationale Titel folgten in jährlicher Regelmäßigkeit von 2003 bis 2006.

## Sportliche Erfolge
| Saison | Veranstaltung                                  | Disziplin   | Platz | Name                           |
| ------ | ---------------------------------------------- | ----------- | ----- | ------------------------------ |
| 1995   | Österreich: Einzelmeisterschaften der Junioren | Damendoppel | 1     | Simone Prutsch / Sabine Franz  |
| 1996   | Österreich: Einzelmeisterschaften der Junioren | Damendoppel | 1     | Simone Prutsch / Sabine Franz  |
| 1997   | Österreich: Einzelmeisterschaften der Junioren | Damendoppel | 1     | Simone Prutsch / Sabine Franz  |
| 1998   | Österreich: Einzelmeisterschaften der Junioren | Mixed       | 1     | Werner Zirnwald / Sabine Franz |
| 2001   | Weltmeisterschaft                              | Mixed       | 33    | Martin de Jonge / Sabine Franz |
| 2001   | Weltmeisterschaft                              | Damendoppel | 33    | Sabine Franz / Simone Prutsch  |
| 2002   | Österreich: Einzelmeisterschaften              | Damendoppel | 1     | Simone Prutsch / Sabine Franz  |
| 2003   | Österreich: Einzelmeisterschaften              | Damendoppel | 1     | Simone Prutsch / Sabine Franz  |
| 2004   | Österreich: Einzelmeisterschaften              | Damendoppel | 1     | Simone Prutsch / Sabine Franz  |
| 2005   | Österreich: Einzelmeisterschaften              | Damendoppel | 1     | Simone Prutsch / Sabine Franz  |
| 2006   | Österreich: Einzelmeisterschaften              | Damendoppel | 1     | Simone Prutsch / Sabine Franz  |